# Just Shoot Me!
Just Shoot Me! is een Amerikaanse sitcom voor televisie die in totaal zeven en een half seizoen op NBC speelde, van 4 maart 1997 tot 16 augustus 2003, met een totaal van 148 afleveringen. De maker en uitvoerend producent van de serie was Steven Levitan.

## Rolverdeling
- Laura San Giacomo - Maya Gallo
- George Segal - Jack Gallo
- Enrico Colantoni - Elliot DiMauro
- Wendie Malick - Nina Van Horn
- David Spade - Dennis Finch
- Rena Sofer - Vicki Costa (2002-03)

## Beschrijving
De serie ging over het personeel van het fictieve tijdschrift "Blush" met in de hoofdrol Laura San Giacomo als Maya Gallo, een vrij feministische columniste die met tegenzin bij het glamour-tijdschrift kwam, dat werd bezeten door haar vader, de Trump-achtige Jack Gallo. Ook zaten in de cast de overgevoelige fotograaf Elliot DiMauro (Enrico Colantoni) en het ex-model Nina van Horn Wendie Malick. David Spade kwam later bij de cast, na de originele pilot, en bleek de perfecte assistent Dennis Finch, die altijd een antwoord had. San Giacomo zou hierdoor in de spotlights staan, maar het grotere succes lag bij Spade, Segal en Malick.
In het eerste seizoen speelde de acteur Chris Hogan als Maya's kamergenoot Wally, die eruit werd gehaald toen de serie zich meer op de werkplek ging concentreren.
Brian Posehn speelde de postbode Kevin Liotta (vermoedelijk Ray Liotta's neef) voor de laatste vier seizoenen. Sofer, de enige die regelmatig in de show voorkomt speelt Vicki Costa in het laatste seizoen.